# Kualapuu
Kualapuu is een plaats (census-designated place) op het eiland Molokai in de Amerikaanse staat Hawaï, en valt bestuurlijk gezien onder Maui County.

## Demografie
Bij de volkstelling in 2000 werd het aantal inwoners vastgesteld op 1936.

## Geografie
Volgens het United States Census Bureau beslaat de plaats een oppervlakte van
79,5 km², waarvan 78,9 km² land en 0,6 km² water.

## Plaatsen in de nabije omgeving
De onderstaande figuur toont nabijgelegen plaatsen in een straal van 48 km rond Kualapuu.